# Tisa-Silvestri
Tisa-Silvestri es una localidad rumana de la comuna de Odobești, en el condado de Bacău.

## Historia
Hacia finales del siglo XIX, la localidad, que ya por entonces pertenecía al condado de Bacău, formaba parte de la comuna de Odobești y tenía contabilizada una población de 412 habitantes.
En la segunda mitad del siglo XX seguía formando parte de Odobești. En el censo de 2021 la localidad tenía una población de 1000 habitantes.